# Cryptelytrops fasciatus
Cryptelytrops fasciatus este o specie de șerpi din genul Cryptelytrops, familia Viperidae, descrisă de Boulenger 1896. Conform Catalogue of Life specia Cryptelytrops fasciatus nu are subspecii cunoscute.